# Тотем
Тотем је у примитивним религијама, света животиња, биљка или неки предмет који се поштује као родоначелник и племенски дух-заштитник. Према Фројдовом тумачењу, тотем (посебно животиња) је симболична замена за праоца који се ритуално слави као недодирљиво божанство.
Тотемизам је један од најранијих облика религије који се састоји од система веровања, ритуала, прописа и обичаја у чијем је средишту култ племенског тотема. У вези са наведеним ритуалима, постоје многе забране чије кршење има тешке последице по починиоца. Ако је тотем животиња заштитник племена, не сме се убијати, нити јести, јер се сматра митским претком, који обезбеђује повезаност и добробит чланова заједнице.
Познато је да савремени неошамански, њу-ејџ и митопоетски покрети мушкараца који иначе нису укључени у праксу традиционалне, племенске религије користе терминологију „тотема” за личну идентификацију са духом чуваром или духовним водичем. Међутим, ово се може посматрати као културна злоупотреба.

## Оџибвадудемен
Анишинабски народи подељени су на бројне doodeman (у слоговима: ᑑᑌᒪᐣ или ᑑᑌᒪᓐ), или кланове, (једнина: doodem) назване углавном по животињским тотемима (или doodem, како би оџибванска особа изговорила ову реч). У оџибванском језику, ᐅᑌᐦ ode' значи срце. Doodem или клан дословно би се превео као 'израз срца, или нешто повезано са нечијим срцем', при чему се doodem односи на ширу породицу. У усменој анишинабској традицији, у праисторији, Анишинаби су живели дуж обале Атлантског океана када су се велика бића Miigis појавила из мора. Ова бића су научила медицинском начину живота вабанакиншке народе. Шест од седам великих Miigis бића која су остала да подучавају успоставила су odoodeman за народе на истоку. Пет оригиналних анашинабских тотема били су Wawaazisii (глава бика), Baswenaazhi (стваралац одјека, тј. ждрал), Aan'aawenh (патка са шиљастим репом), Nooke  (медвед) и Moozwaanowe („мали“ лосов реп).

## Тотемски стубови
Тотемски стубови пацифичких северозападних староседелачких народа Северне Америке су уклесани, монументални стубови са много различитих дизајна (медведи, птице, жабе, људи и разна натприродна бића и водена бића). Они служе вишеструким сврхама у заједницама које их праве. Слично другим облицима хералдике, они могу функционисати као грбови породица или поглавица, препричавати приче које поседују те породице или поглавице, или обележавати посебне прилике.
Познато је да се ове приче читају од дна стуба до врха.
У Кечикану на Аљасци постоји музеј Тотемских стубова (Тотем залив државни историјски парк) тако да  се сматра да Кечикан има највећу збирку очуваних тотемских стубова.

### Галерија "Тотем залив државни историјски парк" у Кечикану Аљаска 2023.г.
- Један од Тотемских стубова
- Високи Тотемски стуб
- Тотемски стубови
- Тотемски стубови на улазу у објекат за становање староседелаца
- Један од табли у парку која објашњава историју стубова на Аљасци
- Објекат - барака за рестаурирање старих тотемских стубова
- Тотемски стуб у фази рестаурације

### Галерија "Тотемски стубови у Џуноу"
- Један од тотем стубова у Џуноу
- Тотем Тлингит у Џуноу на Аљасци.
- Уметничка радионица за израду Тотем стубова у Јуноу

## Абориџини Аустралије и становници острва Торес мореуза
Духовни, међусобни односи између аустралијских Абориџина, становника острва Торес мореуза и природног света се често описују као тотеми. Многе староседелачке групе противе се коришћењу увезеног оџибве израза „тотем“ да се опише већ постојећа и независна пракса, иако други користе тај термин. Термин „токен“ заменио је „тотем“ у неким областима.
У неким случајевима, као што је Јуин из приобалног Новог Јужног Велса, особа може имати више тотема различитих типова (лични, породични или клановски, родни, племенски и церемонијални). Лакињери или кланови Нгаринђерија били су повезани са једним или два тотема биљака или животиња, званим ngaitji. Тотеми су понекад везани за међуљудске односе (као што је случај вангарских односа за Jолнгу).
Становници острва Тореског мореуза имају аугуде, који се обично преводе као тотеми. Аугуд би могао бити kai augud („главни тотем“) или mugina augud („мали тотем“).
Рани антрополози су понекад приписивали тотемизам Абориџина и Острвљана Торесовог мореуза незнању о размножавању, са уласком духа предака („тотем“) у жену за коју се верује да је узрок трудноће (а не оплодња). Џејмс Џорџ Фрејзер у Тотемизму и егзогамији је написао да Абориџини „не знају да је размножавању директно повезано са сексуалним односом, и чврсто верују да деца могу да се роде и без тога“. Фрејзерову тезу су критиковали други антрополози, укључујући Алфреда Радклиф-Брауна у Nature 1938. године.

## Антрополошке перспективе
Рани антрополози и етнолози попут Џејмса Џорџа Фрејзера, Алфреда Корта Хадона, Џона Фергусона Мекленана и В. Х. Р. Риверса идентификовали су тотемизам као заједничку праксу међу домородачким групама у неповезаним деловима света, што обично одражава фазу људског развоја.
Шкотски етнолог Џон Фергусон Мекленан, пратећи моду истраживања 19. века, бавио се тотемизмом у широкој перспективи у својој студији Обожавање животиња и биљака (1869, 1870). Мекленан није настојао да објасни специфично порекло тотемистичког феномена, већ је настојао да укаже на то да је цела људска раса, у древним временима, прошла кроз тотемистичку фазу.
Други шкотски научник, Ендру Ланг, почетком 20. века, заговарао је номиналистичко објашњење тотемизма, наиме, да су локалне групе или кланови, бирајући тотемистичко име из области природе, реаговали на потребу да се разликују. Ако је порекло имена заборављено, тврдио је Ланг, уследио је мистичан однос између објекта — од кога је име некада настало — и група које су носиле ова имена. Кроз митове о природи, животиње и природни објекти су сматрани рођацима, заштитницима или прецима дотичних друштвених јединица.